# Friedrich Heiler
Friedrich Heiler (ur. 30 stycznia 1892 w Monachium, zm. 28 kwietnia 1967 tamże) – niemiecki teolog i religioznawca.

## Życiorys
Na początku był katolikiem, później pod wpływem Nathana Söderbloma przyjął protestantyzm o wstępując do Kościoła Luterańskiego w Uppsali. W 1922 został profesorem uniwersytetu w Marburgu, a w 1931 biskupem. Od lat 20. był związany z ruchem wysokokościelnym. Był działaczem ekumenicznym, założył protestanckie zakony franciszkańskie, czasopismo "Ökumenische Einhelt" i pierwszą protestancko-katolicką wspólnotę eucharystyczną. Napisał publikacje Das Gebet (1918), Der Katholizismus... (1923), Evangelische Katholizät (1926), The Spirit of Worship... (1926), Die Religionen der Menschheit (1959) i Erscheinungsformen und Wesen der Religion (1961).